# بيتر كيتشن
بيتر كيتشن (بالإنجليزية: Peter Kitchen)‏ هو لاعب كرة قدم بريطاني، ولد في 16 فبراير 1952 في Mexborough ‏ في المملكة المتحدة. لعب مع كارديف سيتي ونادي تشستر سيتي ونادي دونكاستر روفرز ونادي فولهام ونادي ليتون أورينت ونادي مارغيت.